# 澤列涅 (別爾哥羅德-德涅斯特羅夫斯基區)
46°7′58″N 30°3′8″E / 46.13278°N 30.05222°E
澤萊內（烏克蘭語：Зелене）是位於烏克蘭西南部的村莊，由敖德萨州裡比爾霍羅德-德涅斯特羅夫斯基區的馬拉茲利伊夫卡市鎮負責管轄。該村始建於1824年，面積0.35平方公里，2001年人口83，人口密度每平方公里237.14人。